# Rosohaci, Ciortkiv
Rosohaci (în ucraineană Росохач) este o comună în raionul Ciortkiv, regiunea Ternopil, Ucraina, formată numai din satul de reședință.

## Demografie
Componența lingvistică a comunei Rosohaci
     Ucraineană (99,85%)
     Alte limbi (0,1%)
Conform recensământului din 2001, majoritatea populației comunei Rosohaci era vorbitoare de ucraineană (99,85%), existând în minoritate și vorbitori de alte limbi.